# Zhang Enhua
Zhang Enhua (en chino tradicional: 張恩華; en chino simplificado: 张恩华; pinyin: Zhāng Ēnhuá; Dalian, Liaoning, 28 de abril de 1973 - 29 de abril de 2021) fue un futbolista y entrenador chino que jugó en la posición de defensa.

## Carrera

### Club
| Periodo   | Club                       | Apariciones | Goles |
| --------- | -------------------------- | ----------- | ----- |
| 1994–2003 | Dalian Wanda               | 178         | 16    |
| 2000–2001 | → Grimsby Town FC (cedido) | 17          | 3     |
| 2004–2005 | Tianjin Teda               | 11          | 1     |
| 2005–2006 | South China AA             | 7           | 0     |

### Selección nacional
Debutó con China el 19 de febrero de 1995 en un empate 0-0 ante Corea del Sur por la Copa Dinastía. Su primer gol lo anota ese mismo año ante Arabia Saudita en los cuartos de final de la Copa Asiática 1996, partido que perderían por 3-4. Participaría en la Copa Mundial de Fútbol de 2002, en dos ediciones de la Copa Asiática y ganaría la medalla de bronce en los Juegos Asiáticos de 1998.
Se retiró de la selección nacional en 2002 luego de anotar seis goles en 65 partidos.

## Muerte
Enhua murió el 29 de abril de 2021, un día después de su cumpleaños 48. Se reportó que la causa de su muerte fue un ataque cardíaco luego de que consumiera mucho alcohol durante su fiesta de cumpleaños.

## Logros
- Liga Jia-A: 1994, 1996, 1997, 1998, 2000, 2001, 2002
- copa de China de fútbol: 2001
- Chinese Super Cup: 1997, 2003